# Passiflora actinia
Passiflora actinia je biljka iz porodice Passifloraceae. Sinonimno ime za ovu biljku je Passiflora paulensis(Killip).
Cvjeta u rano proljeće. Zimzelena je povijuša. Plodovi su joj jestivi.